# Aktiv für Demokratie und Toleranz

Das Logo des bpb, das den Preis seit 2023 vergibt

Das Logo des BfDT, das den Preis bis 2022 jährlich vergab

Aktiv für Demokratie und Toleranz ist ein Toleranzpreis, der seit 2001 für Projekte vergeben wird, die sich gegen Fremdenfeindlichkeit, Rassismus und Antisemitismus in Deutschland wenden. Der Preis wird von der Bundeszentrale für politische Bildung (bpb) vergeben (von 2001 bis 2022: vom Bündnis für Demokratie und Toleranz).

## Beschreibung der Würdigung
Es werden kleinere finanzschwache Initiativen und Gruppen und Einzelpersonen durch Preisgelder von je 1.000 bis 5.000 € gefördert.
2006 wurden Preise von insgesamt 120.000 € an 63 Projekte vergeben. Am Wettbewerb hatten sich 330 Initiativen beteiligt.
Im Jahr 2019 wurden 63 Projekte unter den 254 Einsendungen als Preisträger ausgezeichnet.

## Kritik
2001 erhielt Der Rechte Rand, eine Zeitschrift, die damals vom Bundesamt für Verfassungsschutz als „organisationsunabhängige linksextremistisch beeinflusste Publikation“ eingestuft wurde, einen Geldpreis von 10.000 DM. Dies kritisierte die CDU/CSU-Bundestagsfraktion im Dezember 2004 in einer Großen Anfrage.
2007 wurde der Ehrenpreis für Zivilcourage an ein siebzehnjähriges Mädchen aus Mittweida verliehen, die behauptete, ein kleines Kind vor Neonazis beschützt zu haben, woraufhin die Neonazis ihr ein Hakenkreuz in die Hüfte geritzt hätten. Zu diesem Zeitpunkt ermittelte bereits die Staatsanwaltschaft Chemnitz wegen des Verdachts des Vortäuschens einer Straftat, nachdem sich herausgestellt hatte, dass das Geschehen frei erfunden war und das Mädchen sich die Verletzung selbst zugefügt hatte. Die Laudatorin Cornelie Sonntag-Wolgast, ehemalige Parlamentarische Staatssekretärin beim Bundesminister des Innern erklärte daraufhin, es gehe in erster Linie darum, „Zivilcourage zu loben, und nicht um die Frage, ob das Mädchen sich diese Verletzung […] selbst beigebracht“ habe.